# Цюрих (аеропорт)

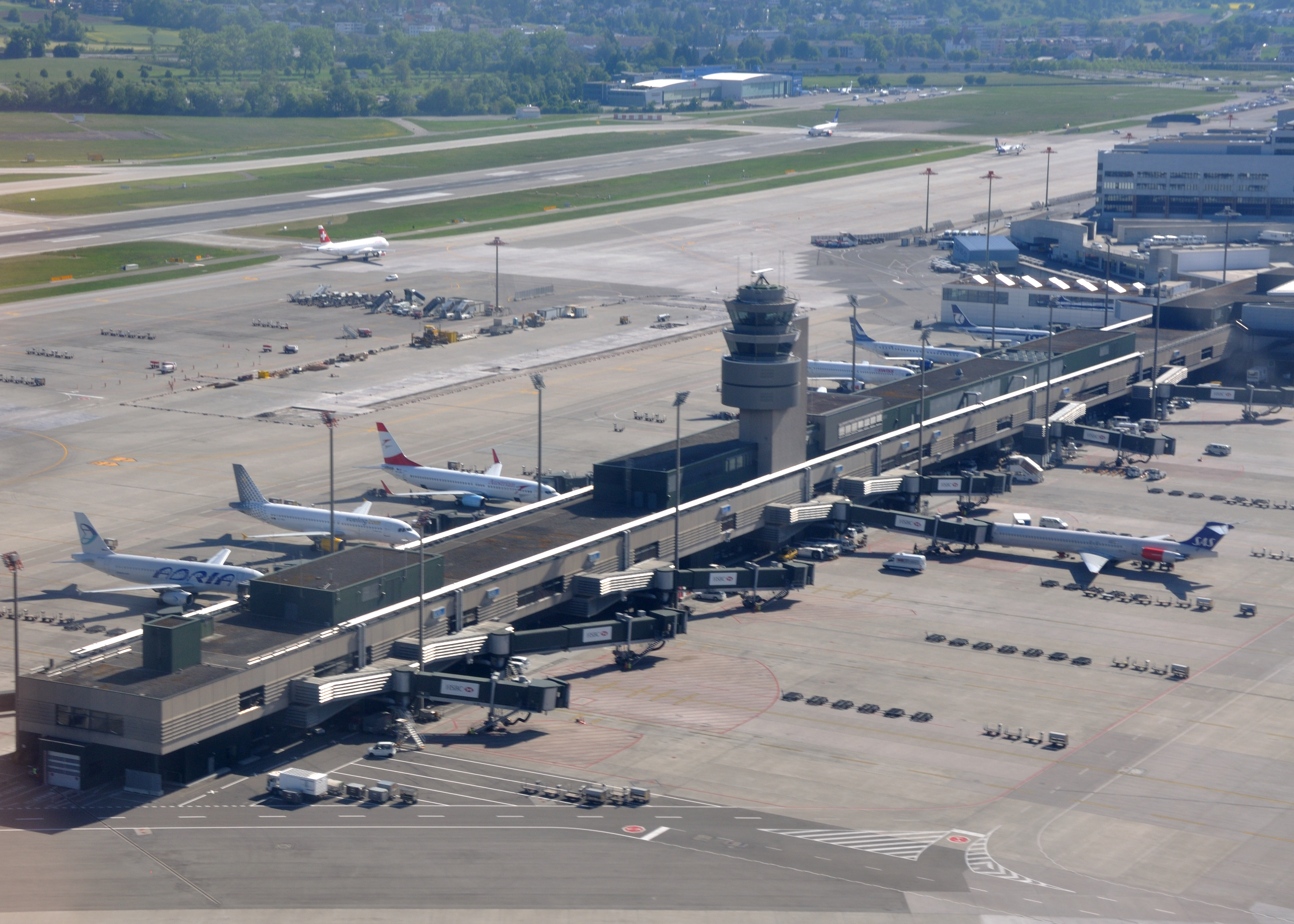
Термінал A обслуговує національні та Шенгенські напрямки

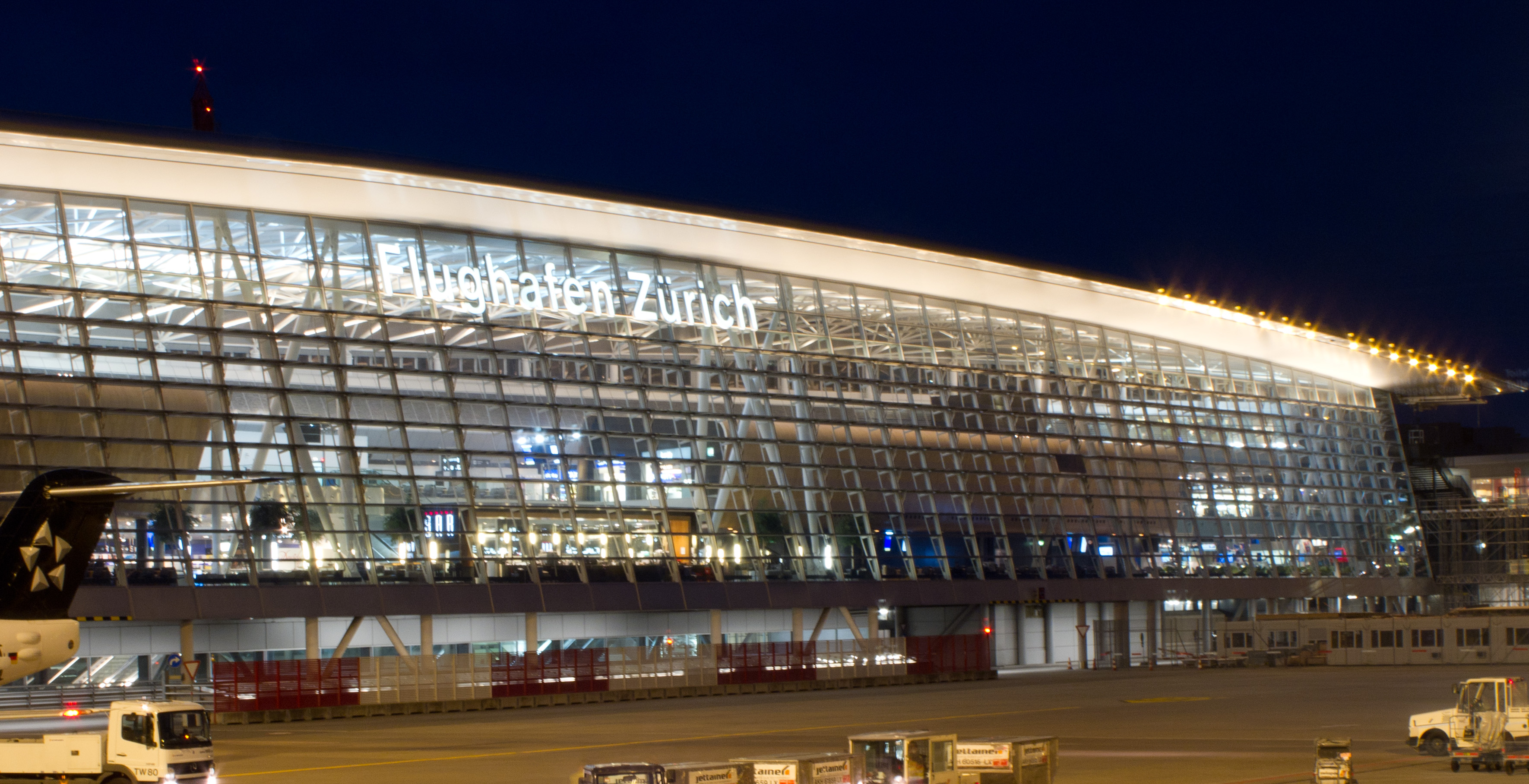
Airside Center вночі

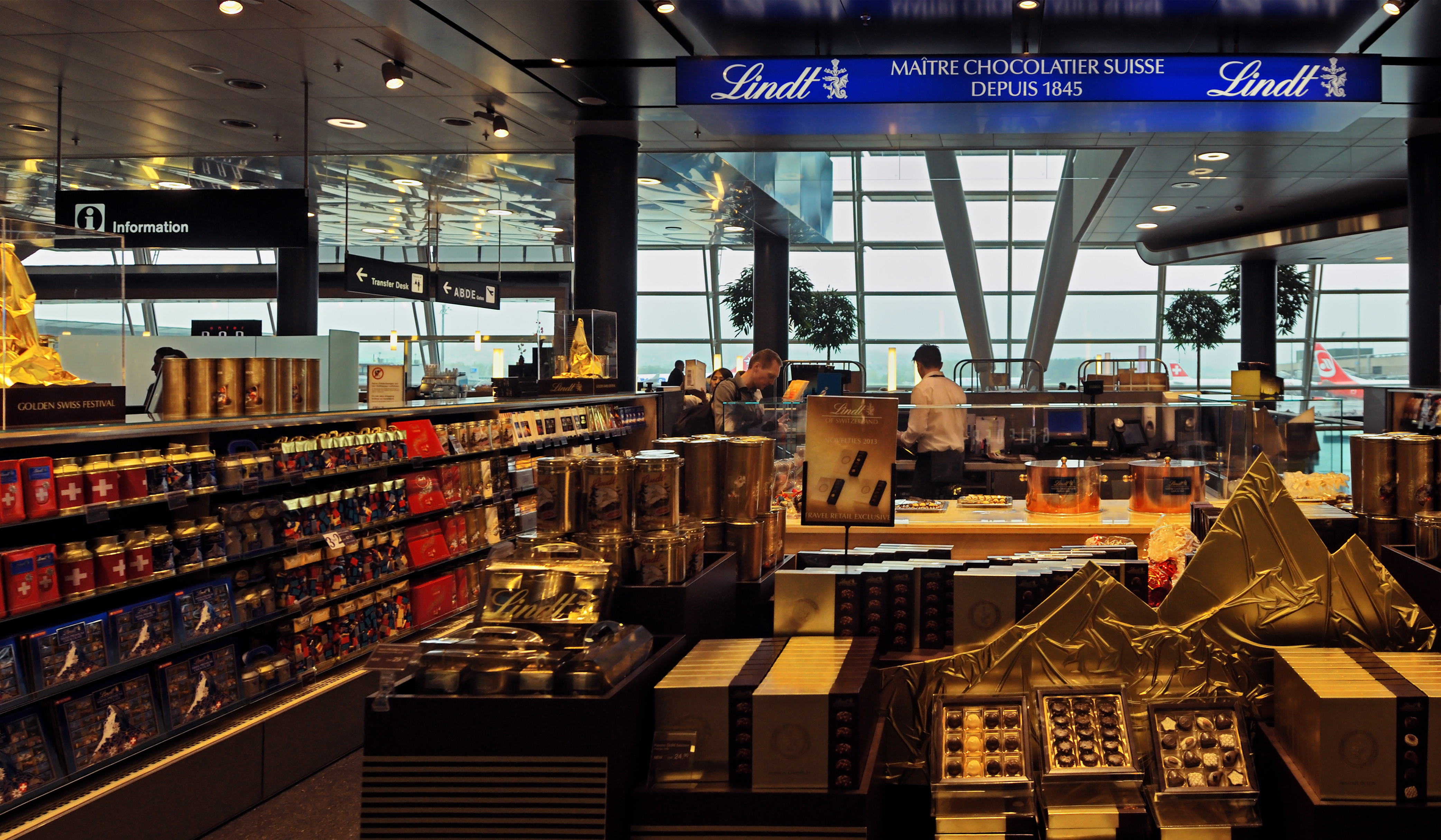
Магазин шоколаду "Lindt"

Аеропорт Цюрих (нім. Flughafen Zürich, англ. Zürich Airport), відомий також, як аеропорт Клотен (IATA: ZRH, ICAO: LSZH) — комерційний аеропорт, розташований в межах кантону Цюрих, Швейцарія. Є одним з найзавантаженіших аеропортів Центральної Європи, найбільшим міжнародним аеропортом країни та головним транзитним вузлом (хабом) національної авіакомпанії Swiss International Air Lines. Розташований на відстані 13 км. на північ від центра Цюриху. Має три злітно-посадкові смуги.
Зона аеропорту розташована на територіях комун Клотен, Оберглат та Рюмланг. Повітряний рух в зоні аеропорту Цюрих забезпечує аеронавігаційна компанія Skyguide.
Аеропорт є хабом для:
- Swiss International Air Lines
- Chair Airlines
- Helvetic Airways
- Condor Airlines
- Edelweiss Air

## Термінали
Аеропорт Цюриха має 3 пасажирські термінали A, B і E, сполучених з центральним аеровокзалом Airside Center, в якому розташовані магазини дьюті-фрі і ресторани. Поруч з аеровокзал знаходиться будівля Airport Center, що надає всі послуги для комфортного очікування рейсів. В Airport Center є і стійки реєстрації.
- Термінал А. Використовується виключно для авіарейсів всередині зони Шенгену, включаючи і Швейцарію.
- Термінал B. Обслуговує і шенгенські, та нешенгенські рейси. Кожен вихід має подвійну нумерацію з буквами B і D для поділу пасажиропотоку в межах і поза межами Шенгену.
- Термінал E. Призначений для міжнародних рейсів поза країнами Шенгенської угоди. Сполучає лінія Skymetro з Airport Center.

## Авіалінії та напрямки

### Пасажирські
| Авіакомпанія                   | Пункт призначення |
| ------------------------------ | --- |
| Aegean Airlines                | Афіни, Салоніки Сезонний: Іракліон, Міконос, Родос |
| Aer Lingus                     | Дублін |
| Aeroflot                       | Москва-Шереметьєво |
| Air Albania                    | Seasonal: Кукес |
| airBaltic                      | Рига |
| Air Cairo                      | Сезонний чартер: Хургада |
| Air Canada                     | Торонто-Пірсон Сезонний: Ванкувер |
| Air Europa                     | Мадрид |
| Air France                     | Париж-Шарль де Голль |
| Air Malta                      | Мальта |
| Air Serbia                     | Белград |
| AlMasria Universal Airlines    | Сезонний: Хургада |
| American Airlines              | Філадельфія |
| AnadoluJet                     | Стамбул–Сабіха Гекчен Сезонний: Анталія |
| Austrian Airlines              | Відень |
| BH Air                         | Сезонний: Бургас, Варна |
| British Airways                | Лондон-Сіті, Лондон-Хітроу Сезонний чартер: Единбург |
| Bulgaria Air                   | Софія |
| Cathay Pacific                 | Гонконг |
| Chair Airlines                 | Бейрут, Хургада, Марса-Алам, Охрид, Приштина, Скоп'є Сезонний: Корфу, Іракліон, Ібіца, Кос, Ларнака, Міконос (з 22 травня 2022),, Ольбія, Пальма-де-Мальорка, Родос, Спліт, Закінф |
| Condor                         | Сезонний: Гран-Канарія, Іракліон, Кос, Ларнака, Ольбія, Пальма-де-Мальорка, Родос, Тенерифе-Південний |
| Corendon Airlines              | Сезонний: Анталія, Бодрум (з 2 травня 2022) |
| Croatia Airlines               | Загреб Сезонний: Дубровник, Пула, Спліт Сезонний чартер: Рієка |
| Cyprus Airways                 | Сезонний: Ларнака |
| Delta Air Lines                | New York–JFK Сезонний: Атланта, New York–JFK |
| easyJet                        | Берлін, Лондон-Гатвік, Лондон-Лутон, Порту |
| Edelweiss Air                  | Берген, Канкун, Катанія, Фару, Фуертевентура, Мадейра, Гран-Канарія, Гавана, Хургада, Ламеція-Терме, Лансароте, Луксор, Марса-Алам, Маврикій, Пальма-де-Мальорка, Приштина, Пунта-Кана, Ріо-де-Жанейро–Галеан, Сан-Хосе, Скоп'є, Тенерифе-Південний, Тирана Сезонний:Агадір, Анталія, Більбао (З 27 березня 2022),, Бодрум, Буенос-Айрес—Есейса (з 2 жовтня 2022),, Кальярі, Калгарі, Кейптаун, Ханья, Корфу, Коломбо, Корк (з 15 квітня 2022),, Даламан, Денвер, Джерба, Дубровник, Единбург, Ейлат-Увда, Фару, Іракліон, Хошимін, Ібіца, Інвернесс, Херес-де-ла-Фронтера, Каламата, Кос, Ларнака, Лас-Вегас, Сейшели, Мале, Марракеш, Маврикій, Міконос, Ольбія, Орландо, Пафос, Пхукет, Пула, Родос, Самос, Сан-Дієго, Санторіні, Спліт, Тампа, Тирана, Ванкувер, Варадеро, Варна Сезонний чартер: Рейк'явік, Кіттіля, Рованіемі, Тромсе |
| El Al                          | Тель-Авів |
| Emirates                       | Дубай |
| Etihad Airways                 | Абу-Дабі |
| Eurowings                      | Кельн/Бонн, Дюссельдорф, Гамбург |
| Finnair                        | Гельсінкі Сезонний: Кіттіля |
| Flybe                          | Сезонний: Гернсі, Джерсі |
| FlyEgypt                       | Сезонний чартер: Хургада |
| Hainan Airlines                | Щецин |
| Helvetic Airways               | Сезонний: Кальві, Херес-де-ла-Фронтера, Ольбія, Росток, Шаннон, Тромсе Сезонний чартер: Патрас, Іракліон, Кос, Лурд, Пальма-де-Мальорка, Родос |
| Iberia                         | Мадрид |
| Icelandair                     | Рейк'явік |
| KLM                            | Амстердам |
| Korean Air                     | Сеул-Інчхон |
| LOT Polish Airlines            | Варшава-Шопен |
| Lufthansa                      | Франкфурт, Мюнхен |
| Montenegro Airlines            | Подгориця |
| Nouvelair                      | Сезонний чартер: Енфіда |
| Oman Air                       | Маскат |
| Onur Air                       | Анталія |
| Pegasus Airlines               | Стамбул-Сабіха Гекчен |
| People's                       | Сезонний чартер: Менорка |
| Qatar Airways                  | Доха |
| Royal Air Maroc                | Касабланка |
| Royal Jordanian                | Амман1 |
| Scandinavian Airlines          | Копенгаген, Осло-Гардермуен, Стокгольм-Арланда |
| Sichuan Airlines               | Ченду, Прага |
| Singapore Airlines             | Сінгапур |
| SunExpress                     | Анкара, Анталія, Ізмір, Газіантеп |
| Swiss International Air Lines  | Амстердам, Афіни, Бангкок-Суварнабхумі, Барселона, Пекін, Белград, Берлін-Тегель, Більбао, Бірмінгем, Бостон-Логан, Бременn, Бріндізі, Брюссель, Бухарест, Будапешт, Бордо, Каїр, Чикаго-О'Хара, Копенгаген, Дар-ес-Салам, Делі, Дрезден, Дубай, Дублін, Дюссельдорф, Флоренція, Франкфурт, Гданськ Гран-Канарія, Грац, Женева, Гетеборг, Гамбург, Ганновер, Гонконг, Київ-Бориспіль, Краків, Йоганнесбург-ОР Тамбо, Лейпциг/Галле, Лісабон, Лондон-Сіті, Лондон-Хітроу, Лос-Анджелес, Лугано, Люксембург, Мадрид, Малага, Манчестер, Марсель, Маямі, Мілан-Мальпенса, Монреаль-Трюдо, Москва-Домодєдово, Мумбай, Мюнхен, Маскат, Найробі, Неаполь, New York–JFK, Ньюарк, Ніцца, Ніш, Нюрнберг, Осло-Гардермуен, Пальма-де-Мальорка, Париж-Шарль де Голль, Порту, Прага, Рим-Фіумічіно, Ст Петербург, Сан-Франциско, Сан-Паулу-Гуарульюс, Шанхай-Пудун, Сінгапур, Стокгольм-Арланда, Софія, Штутгарт, Зильт,Тель-Авів, Токіо-Наріта, Валенсія, Венеція, Відень, Варшава-Шопен, Вроцлав, Загреб Сезонний: Аліканте, Барі, Берген, Корк, Фігарі, Узедом, Мальта, Палермо, Сантьяго-де-Компостела, Сараєво, Салоніки |
| Tailwind Airlines              | Сезонний чартер: Анталія |
| TAP Air Portugal               | Лісабон, Порту |
| Thai Airways                   | Бангкок-Суварнабхумі Сезонно: Пхукет |
| Tunisair                       | Джерба, Туніс Сезонний: Енфіда |
| Turkish Airlines               | Стамбул Сезонний: Газіантеп |
| Twin Jet                       | Ліон |
| Ukraine International Airlines | Київ-Бориспіль |
| United Airlines                | Чикаго-О'Хара (з 24 квітня 2022), , Ньюарк, Вашингтон-Даллес Сезонний: Сан-Франциско |
| Vueling                        | Аліканте, Барселона, Лансароте, Малага, Пальма-де-Мальорка, Сантьяго-де-Компостела |

## Транспорт

### Потяг
Залізнична станція Аеропорт Цюрих розташована під будівлею Airport Centre. Зі станції прямують потяги Zürich S-Bahn, InterRegio, InterCity та Eurocity до Базеля, Берну, Біль/Бієнна, Бриг, Женева, Констанц, Лозанна, Люцерн, Мюнхен, Роменсгорн, Санкт-Галлен та Вінтертур. До станції Цюрих-Головний курсують 13 потягів на годину, час в дорозі: 10 — 15 хвилин..

### Автобус та трамвай
Перед Airport Centre знаходиться зупинка Глаттальбану, легкорейкової мережі, яка сполучена з трамвайною мережею Цюриха та автовокзал. Автовокзал, та Глаттальбан надають послуги до напрямків по всьому регіону Глатталь, який оточує аеропорт. Від аеропорту прямують маршрути № 10 та 12. Маршрут № 10 також забезпечує сполучення зі станцією Цюрих-Головний, хоча час в дорозі довший у порівнянні із залізницею.

### Автомобільний
Аеропорт обслуговується автострадою А51. Аеропорт має шість автостоянок із загальною кількість місць — 14000.

## Статистика
Див. джерело запитів Вікіданих та джерела.
| Рік  | Пасажирообіг | Авіатрафік | Коеф завантаженості | Вантажообіг | Пошта    |
| ---- | ------------ | ---------- | ------------------- | ----------- | -------- |
| 1950 | 157'709      | 15'372     |                     |             |          |
| 1960 | 1'226'871    | 49'272     |                     |             |          |
| 1970 | 4'160'234    | 96'570     |                     |             |          |
| 1980 | 7'627'650    | 118'394    |                     |             |          |
| 1985 | 9'103'802    | 128'148    |                     |             |          |
| 1990 | 12'278'088   | 172'471    |                     |             |          |
| 1995 | 14'926'943   | 208'851    |                     |             |          |
| 2000 | 22'450'494   | 291'044    |                     |             |          |
| 2001 | 20'818'271   | 274'234    |                     |             |          |
| 2002 | 17'789'551   | 282'154    | 64,1 %              | 421'811 t   | 22'990 t |
| 2003 | 17'024'937   | 269'392    | 64,8 %              | 389'843 t   | 21'650 t |
| 2004 | 17'252'906   | 266'660    | 65,1 %              | 363'537 t   | 22'963 t |
| 2005 | 17'884'652   | 267'363    | 66,7 %              | 372'415 t   | 21'475 t |
| 2006 | 19'237'216   | 260'786    | 69,8 %              | 363'325 t   | 22'853 t |
| 2007 | 20'739'113   | 268'476    | 70,1 %              | 374'264 t   | 25'343 t |
| 2008 | 22'099'233   | 274'991    | 70,6 %              | 387'671 t   | 32'172 t |
| 2009 | 21'926'872   | 262'121    | 71,6 %              | 344'415 t   | 28'662 t |
| 2010 | 22'878'251   | 268'765    | 72,9 %              | 411'037 t   |          |
| 2011 | 24'337'954   | 279'001    | 72,8 %              | 415'035 t   |          |
| 2012 | 24‘802‘390   | 270‘027    | 74,4 %              | 418‘751 t   | 35'606 t |
| 2013 | 24'865'138   | 262'227    | 75.1 %              | 415‘362 t   | 37'062 t |
| 2014 | 25'477'662   | 264'970    | k. A.               | 429'830 t   | 34'345 t |
| 2015 | 26'281'228   | 265'095    | k. A.               | 411'780 t   | 27'981 t |
| 2016 | 27'666'428   | 269'160    | 75.8 %              | 433'577 t   | 31'282 t |
| 2017 | 29'396'094   | 270'453    | ?                   | 490'452 t   | ?        |